# チボリのプラト
チボリのプラト（Platone da Tivoli、ラテン語表記：Plato Tiburtinus （プラト・ティブルティヌス））とは12世紀にバルセロナで活躍したイタリア生まれの数学者、天文学者、翻訳者。
ヘブライ語やアラビヤ語の科学書をラテン語に翻訳したことで知られる。翻訳書にはアストロラーベに関するバッターニーの論文 Kitab az-Zij を翻訳した (De Motu Stellarum) や同時代にバルセロナで活躍したユダヤ人の科学者であるサヴァソルダ（アブラハム・バル・キイア）の科学書、占星術書が含まれる。